# Pycnofusarium rusci
Pycnofusarium rusci är en svampart som beskrevs av D. Hawksw. & Punith. 1973. Pycnofusarium rusci ingår i släktet Pycnofusarium och familjen Nectriaceae.   Inga underarter finns listade i Catalogue of Life.